# 輕聲細語
《輕聲細語》（英語：The Horse Whisperer）是一部1998年的電影，由勞勃·瑞福自導自演，改編自尼古拉斯·埃文斯1995年的同名小說。主角Tom Booker（勞勃·瑞福飾演）是一個傑出的馬語者，被僱用照料一位在意外中受傷的少女（史嘉蕾·喬韓森飾演）以及她的馬兒恢復健康。

## 製作
主體拍攝於1997年4月7日開始，拍攝地包含马里兰州和纽约。